# Cantó de Saint-Agnant
El cantó de Saint-Agnant és un cantó francès del departament del Charente Marítim, situat al districte de Rochefort. Té 11 municipis i el cap és Saint-Agnant.

## Municipis
- Beaugeay
- Champagne
- Échillais
- La Gripperie-Saint-Symphorien
- Moëze
- Port-des-Barques
- Saint-Agnant
- Saint-Froult
- Saint-Jean-d'Angle
- Saint-Nazaire-sur-Charente
- Soubise

| Data d'elecció                           | Identitat        | Partit                                            | Qualitat |
| ---------------------------------------- | ---------------- | ------------------------------------------------- | -------- |
| 1945-1958                                | M. Émon          | radical                                           |          |
| 1958-1994                                | Henri Drouet     | Divers gauche, després Divers droite, després RPR |          |
| 1994-2008                                | Didier Quentin   | RPR                                               |          |
| 2008-                                    | Robert Chatelier | UMP                                               |          |
| les dades anteriors no són pas conegudes |                  |                                                   |          |
|                                          |                  |                                                   |          |

| A partir de 1990: Població sense dobles comptes |